# Sanctipaulus mendesi
Sanctipaulus mendesi es un género y especie extintos de insecto tricóptero, representado por solo un espécimen. Fue encontrado en el geoparque de Paleorrota en la Formación Santa María, en el sur de Brasil. Vivió durante el Triásico Superior. Fue encontrado en 1955 en un envío realizado por Irajá Damiani Pinto.
El espécimen hallado consiste de una única ala. Fue clasificado inicialmente en la familia Derbidae (en el suborden Auchenorrhyncha), pero fue más tarde reclasificado en el orden Trichoptera, aunque sin asignarse a ninguna familia en particular.